# Договор в Анже (851)

Королевство Бретань в IX веке

Договор в Анже (Анжерский договор; фр. traité d’Angers) — мирный договор, заключённый в сентябре или октябре 851 года в Анже королём Западно-Франкского государства Карлом II Лысым и правителем Бретани Эриспоэ. Договор — завершающий акт франкско-бретонской войны 841—851 годов.

### Предыстория
Причиной войны 841—851 годов были серьёзные противоречия между правителем западных франков Карлом II Лысым и его вассалами, бретонскими герцогами Номиноэ и Эриспоэ. Король хотел установить полный контроль над территорией Бретани, а герцоги — получить независимость от монарха Западно-Франкского государства.
Несмотря на победу в сражении при Месаке, ход войны был неблагоприятен для Карла II Лысого, военачальники которого потерпели несколько крупных поражений от бретонских войск: в 843 году при Блене, в 845 году при Баллоне и в 853 году при Женглане. В последней из этих битв, состоявшейся в 20-х числах августа, правитель Западно-Франкского королевства участвовал лично.

### Договор
Тяжёлое поражение, нанесённое франкам при Женглане, заставило Карла II Лысого вступить в переговоры с Эриспоэ. Встреча двух правителей состоялась в сентябре или октябре 851 года в Анже.
В «Бертинских анналах» и «Нантской хронике» сообщается, что Карл II Лысый после заключения мира передал Эриспоэ символы королевской власти, что дало тому право принять титул монарха Бретани. Предполагается, что это церемония должна была продемонстрировать притязания правителя Западно-Франкского государства на ещё больший статус, чем он уже имел, то есть на императорский. В действительности же, хотя Эриспоэ формально и признал себя подчинённым Карлу II Лысому, фактически он получил полную самостоятельность в управлении территориями, находившимися под его контролем.
Более того, по договору в Анже Эриспоэ также получал обширные территории с городами Рен, Нант и Резе, ранее входившие в состав Бретонской марки. Установленная миром в Анже граница между землями бретонцев и франков на многие века стала границей Бретани.
В качестве ответного жеста Эриспоэ по ходатайству Карла II Лысого разрешил возвратиться на свою кафедру ранее изгнанному им епископу Нанта Актарду.

## Последствия
Союзные отношения между Карлом II Лысым и Эриспоэ вновь были подтверждены в 856 году на встрече в Лувье, на которой сын правителя франков Людовик Заика был помолвлен с дочерью бретонского короля.
Заключённый в Анже мир между правителями Западно-Франкского королевства и Бретани просуществовал до 858 года, когда новый бретонский король Саломон возобновил военные действия против франков.